# KFC Pulle
KFC Pulle is een Belgische voetbalclub uit Pulle. De club is aangesloten bij de KBVB met stamnummer 5173 en heeft groen-wit als kleuren. Pulle speelt al heel zijn bestaan in de provinciale reeksen.

## Geschiedenis
De club werd opgericht in 1949 als FC Pulle, en sloot zich aan bij de Belgische Voetbalbond. Men ging van start in de laagste provinciale reeks, toen Derde Provinciale. In 1958 promoveerde men naar Tweede, maar na twee seizoenen zakte men opnieuw. In 1965 ging FC Pulle spelen op een terrein aan de Torenstraat. Bij de oprichting van de Vierde Provinciale in 1972 zakte de club naar deze reeks.
In 1983 verlieten sommige leden FC Pulle, en ontstond een tweede club, PP Pulle. Halverwege de jaren 90 zochten beide clubs opnieuw toenadering. Uiteindelijk besloot men opnieuw te fuseren. De fusieclub werd FC PP Pulle genoemd. Men ging spelen op het terrein van FC Pulle aan de Torenstraat; het terrein van PP Pulle aan de Keulsebaan werd het oefenveld.
In 1999 behaalde de club de titel in zijn reeks in Vierde Provinciale. In 2004 werd de naam gewijzigd in KFC Pulle.

## Supporters
KFC Pulle staat in de regio bekend voor het grote supportersaantal. De tegenstander ziet deze club graag komen. Er is zelfs een eigen supportersclub: De Pulltras. Deze is opgericht in de aanloop van het seizoen 2016-2017 door enkele vrienden en supporters. De Pulltras proberen een leuke sfeer te creëren rond het plein, supporters op de been te krijgen en activiteiten te organiseren voor de supporters, de club en het dorp. Dit is allemaal te volgen op hun Facebookpagina.
In het seizoen 2016-2017 zijn De Pulltras begonnen met hamburgers bakken tijdens enkele belangrijke thuiswedstrijden. Er werden ook enkele busreizen georganiseerd om supporters tot aan het voetbalveld van de tegenstander te brengen zoals naar Ternesse, Mortsel,... . Dit met de nodige ambiance natuurlijk. Dit voetbaljaar staat bekend voor de legendarische reis met een treintje naar de derby tegen Pulderbos. De supporters waren talrijk aanwezig om deze mooie overwinning mee te beleven. Ook tijdens de winterstop zitten ze niet stil en is er een kerstboomverbranding georganiseerd samen met caféploeg FC Moris.
Tijdens het seizoen 2017-2018 is er de Groene Schoen aangekondigd. Hier zal de beste speler van het afgelopen seizoen deze beker in ontvangst nemen. Om dit te weten worden elke wedstrijd de stemmen van de supporters gevraagd voor de man van de match. Elke maand werd er een speler van de maand uitgereikt. Deze speler kreeg enkele prijzen van lokale bedrijven en zaken. Hierdoor werden deze bedrijven in de kijker gezet. Verder worden er natuurlijk hamburgers gebakken tijdens de thuiswedstrijden. Ook dit jaar is er een nieuwe kerstboomverbranding georganiseerd wat weer een groot succes was.

## Resultaten
| Seizoen   | Klasse | Klasse | Klasse | Klasse | Klasse | Reeks                | Punten | Opmerkingen                              |
| --------- | ------ | ------ | ------ | ------ | ------ | -------------------- | ------ | ---------------------------------------- |
|           | IV     | P.I    | P.II   | P.III  | P.IV   |                      |        |                                          |
| 2003-2004 |        |        |        |        | 14     | Vierde Prov. Antw.   | 23 ptn |                                          |
| 2004-2005 |        |        |        |        | 6      | Vierde Prov. Antw.   | 43 ptn |                                          |
| 2005-2006 |        |        |        |        | 6      | Vierde Prov. Antw.   | 41 ptn |                                          |
| 2006-2007 |        |        |        |        | 2      | Vierde Prov. Antw.   | 56 ptn |                                          |
| 2007-2008 |        |        |        |        | 6      | Vierde Prov. Antw.   | 41 ptn |                                          |
| 2008-2009 |        |        |        |        | 4      | Vierde Prov. Antw.   | 52 ptn |                                          |
| 2009-2010 |        |        |        |        | 11     | Vierde Prov. Antw.   | 39 ptn |                                          |
| 2010-2011 |        |        |        |        | 7      | Vierde Prov. Antw.   | 49 ptn |                                          |
| 2011-2012 |        |        |        |        | 3      | Vierde Prov. Antw.   | 60 ptn | Periode kampioen 2de periode             |
| 2012-2013 |        |        |        |        | 5      | Vierde Prov. Antw.   | 56 ptn |                                          |
| 2013-2014 |        |        |        | 13     |        | Derde Prov. Antw.    | 30 ptn |                                          |
| 2014-2015 |        |        |        | 14     |        | Derde Prov. Antw.    | 27 ptn |                                          |
| 2015-2016 |        |        |        |        | 5      | Vierde Prov. Antw.   | 54 ptn |                                          |
| 2016-2017 |        |        |        |        | 2      | Vierde Prov. Antw.   | 67 ptn | Periode kampioen 2de periode             |
| 2017-2018 |        |        |        |        | 1      | Vierde Prov. Antw. B | 69 ptn | Kampioen                                 |
| 2018-2019 |        |        |        | 8      |        | Derde Prov. Antw. C  | 41 ptn |                                          |
| 2019-2020 |        |        |        | 15     |        | Derde Prov. Antw. A  | 21 ptn | Degradatie                               |
| 2020-2021 |        |        |        |        | -      | Vierde Prov. Antw. F | -      | Seizoen geschrapt wegens Covid-19        |
| 2021-2022 |        |        |        |        | 5      | Vierde Prov. Antw. F | 50 ptn |                                          |
| 2022-2023 |        |        |        |        | 1      | Vierde Prov. Antw. E | 72 ptn | Kampioen                                 |
| 2023-2024 |        |        |        | 11     |        | Derde Prov. Antw. C  | 40 ptn | Promotie via Interprovinciale competitie |
| 2024-2025 |        |        | 12     |        |        | Tweede Prov. Antw. B | 33 ptn |                                          |
| 2025-2026 |        |        |        |        |        | Tweede Prov. Antw. B |        |                                          |

## Palmares
- Kampioen 4e provinciale Antwerpen: 1999
- Kampioen 4e provinciale Antwerpen B: 2018
- Kampioen 4e provinciale Antwerpen E: 2023